# Coelioxys concavogenalis
Coelioxys concavogenalis là một loài Hymenoptera trong họ Megachilidae. Loài này được Wu mô tả khoa học năm 2006.